# Radu Pârvan
Radu Pârvan este un profesor universitar, specializat în fizica plasmei și electronică, la catedra de electricitate și biofizică la Facultatea de Fizică din Măgurele (anterior în orașul București) a Universității din București. A publicat numeroase lucrări de specialitate în reviste de renume, cum ar fi C.R. Acad. Sci. Paris , unele în colaborare cu Acad. Prof. dr. Th. V. Ionescu.

## Publicații
- Th.V.Ionescu, R. Pârvan și I. Baianu (1969). C.R.A.Sci. Paris, 270: 1321-1324.
- R. Pârvan, et al. (1970). "The Coupling of Electronic and Ionic Oscillations in the Hollow Cathode Effect in a Longitudinal Magnetic Field." Rev. Roum. Physique, 16: 521-526.